# Serafin (Tichonow)
Serafin, imię świeckie Dmitrij Zacharowicz Tichonow (ur. 23 lutego 1935 w Grannym, zm. 2000) – rosyjski biskup prawosławny.

## Życiorys
Po ukończeniu szkoły kolejowej pracował na stacji Ruzajewka jako ślusarz. W latach 1955–1956 odbywał zasadniczą służbę wojskową. W 1957 wstąpił do seminarium duchownego w Saratowie. W 1961 ukończył seminarium i podjął studia w Leningradzkiej Akademii Duchownej. Ukończył je w 1965, uzyskując tytuł kandydata nauk teologicznych. 20 kwietnia tego samego roku złożył wieczyste śluby mnisze, zaś 21 maja tego samego roku został wyświęcony na hierodiakona przez metropolitę leningradzkiego i nowogrodzkiego Nikodema. 5 września tego samego roku został hieromnichem. W 1969 został igumenem. Od 1970 był członkiem rosyjskiej misji prawosławnej w Jerozolimie, od 1974 do 1977 był jej kierownikiem. Po powrocie do ZSRR został przełożonym monasteru Zaśnięcia Matki Bożej w Odessie.
18 października 1978 w soborze Objawienia Pańskiego w Moskwie został wyświęcony na biskupa penzeńskiego i sarańskiego. Jako konsekratorzy w ceremonii wzięli udział patriarcha moskiewski i całej Rusi Pimen, metropolita talliński i estoński Aleksy, metropolici kruticki i kołomieński Juwenaliusz, odeski i chersoński Sergiusz, miński i białoruski Filaret, arcybiskupi berliński i niemiecki Melchizedek, kurski i biełgorodzki Chryzostom, orłowski i briański Gleb oraz biskupi możajski Mikołaj i zarajski Hiob. W 1990 otrzymał godność arcybiskupią. W 1991 jego tytuł uległ zmianie na biskup penzeński i kuźniecki. Zmarł w 2000 i został pochowany w soborze Zaśnięcia Matki Bożej w Penzie.